# Decisiones (serie de novelas)
Decisiones es una serie de novelas juveniles de la autora uruguaya Cecilia Curbelo que consta de cinco títulos dirigidos a lectores adolescentes: La decisión de Camila (2011); Las dos caras de Sofía (2012); La confesión de Micaela (2013); La otra vida de Belén (2014) y La búsqueda de Lucía (2015). Los cinco fueron publicados individualmente por la Editorial Sudamericana. Existe además una edición especial de los tres primeros en un único libro, bajo el título de la serie y publicado por la misma editorial en 2014.

La narrativa responde básicamente a la misma estructura en todos los libros: una mujer adolescente se encuentra confrontada a tomar una decisión en una encrucijada vital en la que debe optar por un camino, que determinará de manera importante el futuro de su vida. En todos los casos se trata de libros juego, donde es el lector quien toma la decisión sobre el desenlace de la historia, un recurso que, según se sostiene, permite al mismo tiempo interpelar a las distintas personalidades de las jóvenes lectoras o invitar a una segunda lectura para conocer el otro final posible.
El primer libro de la serie, La decisión de Camila, ha tenido seis ediciones, cinco en forma independiente y una en la que forma parte de la serie recopilatoria "Decisiones".
El éxito de ventas se atribuye a que, apelando a las problemáticas más comunes de las adolescentes, la autora ha alcanzado una notable popularidad entre ellas, «conquistando a un público que suele escaparle a los libros» y que la sigue cual si fuese una cantante de moda.

## La decisión de Camila
Camila es una adolescente de 13 años que un día se enfrenta al dilema de qué hacer ante un mensaje anónimo recibido en su móvil. 

### Reseña
El libro contiene ilustraciones de la uruguaya Agustina Boni.
Fue presentado en Montevideo, por los también uruguayos Cecilia Vidal y Guillermo Lockhart y publicado en varios países latinoamericanos como: Colombia, Guatemala, Panamá, Argentina, Paraguay, Costa Rica, Ecuador, México y Chile.
En 2012 recibió el Premio Libro de Oro, otorgado por la Cámara Uruguaya del Libro como superventas del año en su rubro. Cecilia Curbelo también recibió ese año el premio revelación Bartolomé Hidalgo.

## Las dos caras de Sofía
En el libro anterior (La decisión de Camila) se presenta a otra chica de trece años, Camila, personaje que hace de hilo conductor de la serie. Sofía, solo un año mayor, es la «archienemiga» de Camila y protagonista de esta segunda novela. Popular, atractiva y cautivadora, Sofía ha establecido sus vínculos sociales mostrando solo un aspecto de su persona y dejando una cara oculta, «un otro yo», que la autora va desvelando en el relato.
La familia de Sofía ha sido fuertemente afectada por la gran crisis económica de comienzos del siglo XXI. La quiebra, el desempleo y la pérdida de ahorros y respaldos había llevado a su padre a emigrar sin visa a EE. UU. donde había conseguido un trabajo informal con el que lograba mantener a la familia, pero sin poder regresar. En ese contexto, la madre entra en una crisis severa y la educación de Sofía queda a cargo de su abuela. Entre los 13 y los 14, la adolescente viaja a Estados Unidos para visitar a su padre y aprender inglés. En su viaje conoce también a un chico con quien experimenta su primer amor y la primera desilusión. De regreso en Uruguay, adopta en la escuela una nueva personalidad, vanidosa y arrogante. Se hará llamar «Soff» y ejercerá un liderazgo carismático, pero egocéntrico y despótico. En contraste, con su familia seguirá siendo la misma niña obediente y retraída. Con esta trama simple, pero que, por eso mismo, a cualquiera podría ocurrir, Curbelo interpela a las adolescentes que en su fase de búsqueda e identificación se reflejan en sus personajes.

## La confesión de Micaela
Escrito en el lenguaje que usan los adolescentes sudamericanos, aborda la temática de los trastornos alimentarios en la historia de una joven de una familia económicamente muy bien situada. Micaela ha sido públicamente maltratada por una amiga, quien la ha tildado de «traidora» en redes sociales. A partir de ahí reflexiona sobre lo que ha sido su vida hasta allí. La chica adolescente lo tiene todo materialmente pero carece del afecto y presencia parental que necesitaría. Entre sus pares, logra formar parte del grupo de «las princesas», las chicas más atractivas y populares. En ese contexto hace una dieta para perder peso, pero lo que inicialmente tenía fines de diversión, de identificación y pertenencia al grupo, se va transformando en una obsesión cada vez mayor por ser delgada y en una distorsión en la manera de percibir el propio cuerpo.

### Reseña
El libro fue galardonado con el Premio Libro de Oro en 2013, por la Cámara Uruguaya del Libro, por ser superventas del año en su categoría.

## La otra vida de Belén
El argumento gira en torno a otra adolescente, su vida, su familia, sus amigos, su colegio. La historia se desarrolla entre Rivera y Buenos Aires.

### Reseña
Las ilustraciones de este libro también son de Agustina Boni. Fue presentado en la Sala Zitarrosa en Montevideo, por la autora y Pablo Robles, también fue presentado en otras localidades uruguayas.

Fue también presentado en varios países latinoamericanos como la feria del libro 2014 de Panamá.
El libro ha vendido entre 30.000 a 55.000 ejemplares desde su publicación. Aparte, fue galardonado con el Premio Libro de Oro en 2014 y por la Cámara Uruguaya del Libro.

## La búsqueda de Lucía
Lucía descubre tras el nacimiento de su hermano, algo que le había sido ocultado toda su vida. ¿Quién es? y ¿en quién confiar? son algunas de las interrogantes a las que se tiene que enfrentar para recuperar la confianza en sí misma y en su familia.

### Reseña
El libro es superventas en Uruguay, y ha estado en la lista de los cinco libros más vendidos en ese país. Fue presentado en el Salón Azul de la Intendencia de Montevideo el 26 de mayo de 2015.

Fue galardonado con el Premio Libro de Oro en 2014 de la Cámara Uruguaya del Libro, por ser superventas del año en su categoría.